# Jean-Michel Girard
Jean-Michel Girard (ur. 1948) – szwajcarski duchowny rzymskokatolicki, w latach 2016-2022 opat prymas konfederacji kanoników regularnych św. Augustyna.

## Życiorys
Święcenia kapłańskie przyjął 27 września 1974. Od 11 października 2016 do 4 sierpnia 2022 pełnił urząd opata prymasa kanoników regularnych.